# 皮拉內

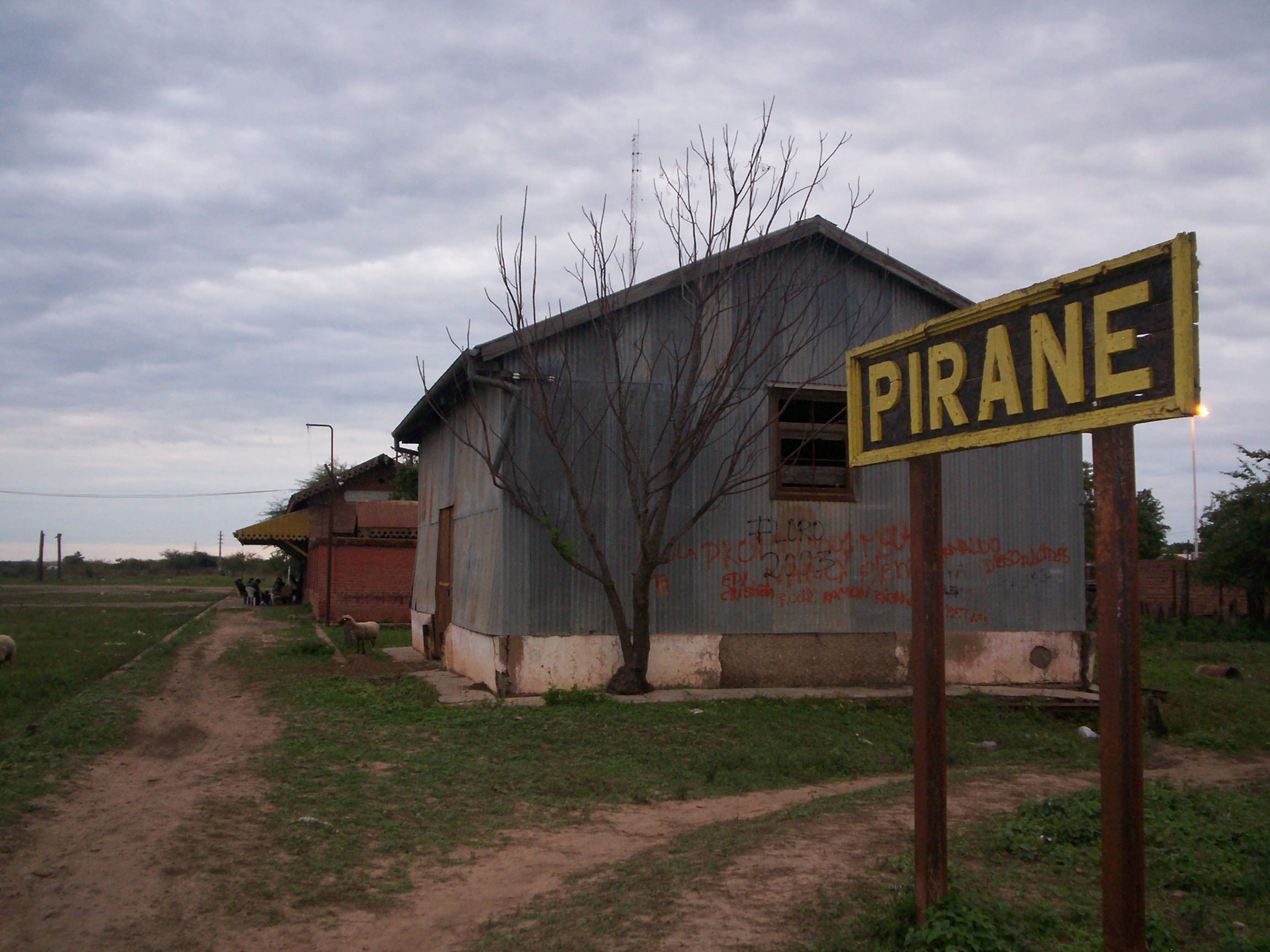
皮拉內

皮拉內（西班牙語：Pirané），是阿根廷的城鎮，位於該國東北部福爾摩沙省，是皮拉內縣的首府，始建於1912年11月21日，面積80平方公里，海拔高度82米，2001年人口19,124，人口密度每平方公里620人。
25°43′58″S 59°6′36″W / 25.73278°S 59.11000°W
- pirane.gov.ar